# Ein Fall für Harper
Ein Fall für Harper (Originaltitel Harper) ist ein US-amerikanischer Kriminalfilm aus dem Jahr 1966 mit Paul Newman in der Hauptrolle sowie Lauren Bacall, Julie Harris, Arthur Hill und Janet Leigh in tragenden Rollen. Der Film basiert auf dem Roman The Moving Target von Ross Macdonald. Der Drehbuchautor William Goldman wurde 1967 mit dem Edgar Allan Poe Award ausgezeichnet.

## Handlung
Der Privatdetektiv Lew Harper soll im Auftrag der reichen Mrs. Sampson das rätselhafte Verschwinden ihres Mannes Ralph aufklären. Seit er von einer Geschäftsreise aus Las Vegas zurückgekehrt ist, hat ihn niemand mehr gesehen. Gemeinsam mit Allan Taggert, dem Privatpiloten von Sampson, nimmt Harper die Ermittlungen auf. Schon bald muss er feststellen, dass der verschwundene Millionär bei seinen Bekannten und auch bei seiner Ehefrau nicht sehr beliebt war.
Die erste Spur führt Harper zur ehemaligen Schauspielerin Fay Estabrook. Fay hat für Sampson als astrologische Beraterin gearbeitet. Bei einem Treffen mit Fay lernt Harper auch deren zwielichtigen Ehemann Dwight Troy kennen.
Als ein Erpresserbrief eintrifft, in dem eine halbe Million Dollar Lösegeld verlangt wird, ist klar, dass hinter dem Verschwinden von Sampson mehr steckt. Es handelt sich tatsächlich um eine Entführung.
Harper findet heraus, dass Troy, gemeinsam mit dem Sektenführer Claude, eine Schlepperbande anführt, die mexikanische Fremdarbeiter in die Staaten schmuggelt.
Die drogensüchtige Barsängerin Betty Fraley stellt sich als die heimliche Geliebte von Taggert heraus, sie ist aber auch über die unerlaubten Geschäfte von Troy informiert.
Bei der Lösegeldübergabe kommt es zu einer Schießerei. Das Geld ist weg und auch Sampson bleibt verschwunden. Harper kommt dahinter, dass Fay, Betty, Taggert und der Fahrer Eddie hinter der Entführung stecken. Troy erfährt dies und foltert Betty, bis sie das Geldversteck preisgibt. Harper kommt hinzu und erschießt Troy.
Daraufhin verrät ihm Betty, wo Sampson versteckt ist, und er informiert seinen Bekannten, den Anwalt, der ihm zu diesem Auftrag verholfen hat. Am Versteck angekommen, wird er niedergeschlagen und findet hinterher Sampson ermordet auf. Später fährt er zusammen mit seinem Freund weg und dieser gesteht ihm, Sampson erschlagen zu haben. Harper kann ihn nicht decken. Sein Freund legt mit der Pistole auf ihn an, lässt seine Hand jedoch wieder sinken.

## Kritik
In der New York Times schrieb Bosley Crowther, die Action sei schnell und der Fall gut geklärt in diesem sorgfältig gemachten Farbfilm. Newman sei ein interessanter Schauspieler, der zynisch, lässig und grausam sein und eine Atmosphäre persönlicher Angst vermitteln könne, wie es seiner unverbindlichen Rolle angemessen sei. Aber er sei zu frisch, sehe zu rau und zu gut aus, um als der verprügtelte Kerl, der sein zwielichtiger Detektiv sein solle, durchzugehen. Aber irgendwann wirke das alles ein wenig zu offensichtlich, nachahmend, altmodisch und, was das Schlimmste sei, abgestanden respektive altbacken.
Der Evangelische Filmbeobachter konnte dem Film nichts abgewinnen und befand: „Trotz großem Ausstattungsaufwand wenig überzeugender, weil unlogischer und unglaubwürdig konstruierter amerikanischer Kriminalfilm. Übertriebene Brutalitäten. Auch für Erwachsene überflüssig.“
Auch das Lexikon des internationalen Films war von dem Film nicht überzeugt. Dort stellte man fest: „Ein Privatdetektiv sucht einen entführten Multimillionär. Psychologisch schlecht motivierter, teilweise harter Kriminalreißer nach Ross MacDonald.“
Ähnlich fiel auch die Kritik bei der Redaktion der Filmzeitschrift Cinema aus, wo es hieß: „Obwohl der Drehbuchautor hier William Goldman (Der Clou, Butch Cassidy) hieß, fehlt den Figuren das gewisse ‚Je-ne-sais-quoi‘.“ Fazit: „Tolle Besetzung, aber etwas langweilig.“

## DieHarper/Archer-Reihe
Der Film ist eine von mehreren Verfilmungen der Romane von Ross Macdonald um den Privatdetektiv Harper, der in den Buchvorlagen Lew Archer heißt, in den Filmen aus rechtlichen Gründen aber umbenannt werden musste. Bereits in den 60er Jahren war eine erste Verfilmung von Ein Fall für Harper in Form der Verfilmung von The Chill (deutsch Gänsehaut) ebenfalls mit einem Drehbuch von Walter Goldman geplant. Zunächst stieg jedoch Newman aus dem Projekt aus, das in der Folge unter der Regie von Sam Peckinpah für das Studio Commonwealth United Entertainment hergestellt werden sollte, dann aber nach der Pleite des Filmstudios 1971 aufgegeben wurde.
1975 erschien, ebenfalls mit Paul Newman in der Hauptrolle als Lew Harper, der weitere Kinofilm Unter Wasser stirbt man nicht nach der Buchvorlage The Drowning Pool (deutsch Wer zögert, ist verloren bzw. Kein Öl für Mrs. Slocum). Bereits ein Jahr zuvor war der Fernsehfilm Familiengeheimnisse unter der Regie von Paul Wendkos, auf Grundlage des Romans The Underground Man (deutsch Der Untergrundmann) erschienen, in dem Harper von Peter Graves gespielt wird. Zudem produzierte NBC 1975 auch die kurzlebige Serie Archer mit Brian Keith in der Hauptrolle.
2002 erschien der Kinofilm Le loup de la côte Ouest (internationaler Titel The Wolf of the West Coast) nach der Kurzgeschichte Guilt-Edged Blonde unter der Regie des argentinischen Regisseurs Hugo Santiago. Der nun in Lew Millar umbenannte Protagonist wurde von James Faulkner dargestellt.